# Miljöanpassad upphandling
Miljöanpassad upphandling, eller miljöanpassad offentlig upphandling (MOU), är ett sätt för det offentliga att agera med miljön i fokus vid en upphandling.
Kraven ser olika ut beroende på om det är en vara eller en tjänst som upphandlingen handlar om. För varor kan det vara vilka råmaterial som produkten gjorts av, hur mycket koldioxid som släppts ut och hur lätt produkten är att återvinna när den passerat sin livslängd. För tjänster är det lite mer abstrakt, det handlar om hur effektivt utförandet är, hur mycket utsläpp som avges och energin som krävs, även personalens utbildning inom miljö och hållbarhet är relevant.

## Svenska rapporter
Både Konkurrensverket och Naturvårdsverket har genomfört undersökning och skrivit rapporter gällande miljöanpassad upphandling.
Konkurrensverket fann i sin rapport från 2017 tre huvudsakliga långsiktiga effekter av miljöanpassad upphandling.
- Antalet miljömärkta produkter på marknaden ökar, det blir ett större utbud att välja bland.
- Priset på miljömärkta produkter i förhållande till icke-märkta produkter minskar över tid.
- Olika standarder av miljömärkning används i större utsträckning på den privata marknaden i takt med att det offentliga upphandlar mer hållbart.

Naturvårdsverket problematiserar konceptet lite i sin rapport från 2010. Även om många försök görs att tänka miljöanpassat vid upphandlingar, så är det ofta något som blir påkommet i slutet av förhandlingar. Kompetensen på miljöområdet finns inte heller alltid där, vilket gör att relevanta krav inte alltid kan ställas på andra parten.